# Ltris
Ltris é um jogo eletrônico de código aberto, clone do famoso Tetris, de modo que possui um campo no qual caem blocos que devem ser encaixados para formar linhas sem espaços e que, assim, toda essa linha desapareça, permitindo que o jogo prossiga. O Ltris suporta tela cheia, som e os efeitos proporcionados pela biblioteca
SDL. O jogo foi originalmente criado para Linux, mas também foi portado para outras plataformas, como MacOS X, BeOS, NetBSD, Windows e Solaris.